# Kashyyyk
Kashyyyk is een fictieve planeet uit de Star Wars-saga. De planeet komt voor in Star Wars: Episode III: Revenge of the Sith.
Op deze planeet leven de Wookiees. Dit zijn harige beesten, waarvan Chewbacca het bekendste is. Het hele oppervlak staat vol met bomen van honderden meters hoog. De grond is onbewoond. Er leven insecten en monsters, maar voor de Wookiees is de ondergrond gevaarlijk. Daarom bouwden ze hun huizen hoog in de bomen.
In Episode III bezoekt Yoda, samen met een legioen clones Kashyyyk. Ook Jedi-Meester Luminara Unduli is op Kashyyyk gestationeerd. Yoda's doel is om de Wookiees bij te staan in de strijd tegen de Battle Droids van de Separatisten, die de planeet willen veroveren in de Kloonoorlogen. Deze strijd staat bekend als de Slag om Kashyyyk.
Tijdens Bevel 66 worden Yoda en Luminara Unduli tot vijanden van de Republiek verklaard door Kanselier Palpatine zelf. De Clone Troopers hebben hierbij tot taak de Jedi om te brengen. Luminara Unduli wordt gedood. Yoda voorvoelt het verraad en weet zijn aanvallers te verslaan. Hij ontsnapt met de hulp van Chewbacca en Tarfful.

## Andere media
In de strip met de titel Clone Wars: Volume 9 is de dood van Jedi-Meester Luminara Unduli te zien. Quinlan Vos is ook op Kashyyyk, maar overleeft de aanval van zijn Clone Troopers. Kashyyyk is ook te bezoeken door middel van de gameplay van Star wars, the force unleashed.